# Цьмілув
Цьмілув (пол. Ćmiłów) — село в Польщі, у гміні Ґлуськ Люблінського повіту Люблінського воєводства.
Населення — 1053 особи (2011).
У 1975-1998 роках село належало до Люблінського воєводства.

## Демографія
Демографічна структура станом на 31 березня 2011 року:
|          | Загалом | Допрацездатний вік | Працездатний вік | Постпрацездатний вік |
| -------- | ------- | ------------------ | ---------------- | -------------------- |
| Чоловіки | 486     | 118                | 335              | 33                   |
| Жінки    | 567     | 145                | 350              | 72                   |
| Разом    | 1053    | 263                | 685              | 105                  |